# Peter Däne
Peter Däne, auch Dene, Danus, Dacus (* im 15. Jahrhundert; † 13. März 1493 vor Rostock) war ein römisch-katholischer Priester, der infolge des Sternberger Hostienschänderprozesses aus dem  Klerus ausgestoßen wurde und auf dem Scheiterhaufen starb.
Däne war Inhaber einer Vikarie am Allerheiligen-Altar der Stadtkirche St. Maria und St. Nikolaus in Sternberg. Er soll finanzielle Schwierigkeiten gehabt und dem Sternberger Juden Eleasar einen Grapen verpfändet haben. Da Däne den Grapen bei Eleasar angeblich mit Geld nicht einlösen konnte, behauptete er, diesem stattdessen am 10. Juli 1492 zwei geweihte Hostien  ausgeliefert zu haben. Durch Hostienfrevel, der den Juden unterstellt wurde, soll an den Hostien das „heilige Blut“ erschienen sein. Peter Däne selbst hatte den angeblichen Hostienfrevel beim Schweriner Dompropst angezeigt und zunächst nur behauptet, die Frau des Juden Eleasar habe ihm am 21. August 1492  geschändete und blutbefleckte Hostien übergeben, nachdem ihr Versuch, diese in den Mühlbach zu werfen, gescheitert war. Anschließend, so Däne, habe er die Hostien auf dem ehemaligen Fürstenhof in Sternberg vergraben. Diese musste er am 29. August 1492 an einer von ihm bezeichneten Stelle selbst ausgraben. Es folgte ein Prozess gegen Juden aus ganz Mecklenburg, denen man Hostienfrevel vorwarf. Erst in einem abschließenden Geständnis gab Däne zu Protokoll, er selbst habe die Hostien geweiht und an Eleasar ausgeliefert. Dieser konnte zum Sachverhalt nicht verhört werden; er war nicht auffindbar. Das abschließende Geständnis der Juden und Peter Dänes – die Urgicht – wurde als Inschrift in eine Brettertafel eingearbeitet und im Sternberger Rathaussaal angebracht, bis ein Feuer sie 1659 zerstörte.
Im Ergebnis des Sternberger Hostienschänderprozesses wurden 27 Juden zum Feuertod verurteilt und am 24. Oktober 1492 vor den Toren der Stadt auf dem Scheiterhaufen hingerichtet, alle anderen Juden wurden aus Mecklenburg vertrieben. Däne wurde nach Rostock gebracht, durch den bischöflichen Offizial unter Beisein eines Bischofs zum Verlust der Klerikerwürde und wie die Juden in Sternberg zum Feuertod verurteilt. Am 13. März 1493 wurde er durch die weltlichen Behörden vor der Stadt hingerichtet.
Der Fall erregte überregional Aufsehen; Dänes Name und Geschichte erschien in fast allen norddeutschen Chroniken.